# Arafo
Arafo je jednou z 31 obcí na španělském ostrově Tenerife. Nachází se v centrální části ostrova, sousedí s municipalitami Candelaria, Santa Úrsula, La Orotava a Güímar. Její rozloha je 33,92 km², v roce 2019 měla obec 5 551 obyvatel. Je součástí comarcy Valle de Güímar.